# Villogorgia bebrycoides
Villogorgia bebrycoides is een zachte koraalsoort uit de familie Plexauridae. De koraalsoort komt uit het geslacht Villogorgia. Villogorgia bebrycoides werd in 1887 voor het eerst wetenschappelijk beschreven door Koch. 